# 약속 (1989년 드라마)
《약속》은 1989년 1월 20일에 방영한 KBS 드라마게임이다.

## 등장 인물
- 오혜림
- 김창숙
- 노주현
- 안형식
- 양재성
- 이병철
- 홍영미
- 한진주